# Comuna Bohoduhivka, Ciornobai
Bohoduhivka (în ucraineană Богодухівка) este o comună în raionul Ciornobai, regiunea Cerkasî, Ucraina, formată din satele Bohoduhivka (reședința) și Holovativka.

## Demografie
Componența lingvistică a comunei Bohoduhivka
     Ucraineană (97,12%)
     Rusă (2,31%)
     Alte limbi (0,11%)
Conform recensământului din 2001, majoritatea populației comunei Bohoduhivka era vorbitoare de ucraineană (97,12%), existând în minoritate și vorbitori de rusă (2,31%).